# Liste von Bibliotheken in Bayern
Folgender Artikel bietet eine unvollständige Liste der Bibliotheken in Bayern. Wichtiger Verbund ist der Bibliotheksverbund Bayern und der Katalog Gateway Bayern. Als Landesbibliographie gilt die Bayerische Bibliographie.

## Bibliotheken nach Städten
Ansbach
- Bibliothek der Hochschule Ansbach
- Staatliche Bibliothek Ansbach

Aschaffenburg
- Hofbibliothek Aschaffenburg

Augsburg
- Neue Stadtbücherei Augsburg
- Staats- und Stadtbibliothek Augsburg
- Universitätsbibliothek Augsburg
  - Oettingen-Wallersteinsche Bibliothek

Bamberg
- Staatsbibliothek Bamberg
- Universitätsbibliothek Bamberg

Bayreuth
- Universitätsbibliothek Bayreuth

Coburg
- Landesbibliothek Coburg
- Stadtbücherei Coburg

Eichstätt
- Universitätsbibliothek Eichstätt-Ingolstadt

Erlangen
- Eric Voegelin-Bibliothek
- Universitätsbibliothek Erlangen-Nürnberg

Füssen
- Stadtbibliothek Füssen

Ingolstadt
- Universitätsbibliothek Eichstätt-Ingolstadt

Lindau
- Ehemals Reichsstädtische Bibliothek Lindau

München
- Bayerische Staatsbibliothek
- Bibliothek der Hochschule München
- Bibliothek des Bayerischen Landtags
- Bibliothek des Deutschen Museums
- Internationale Jugendbibliothek
- Münchner Stadtbibliothek
- Steinbibliothek
- Tolstoi-Bibliothek
- Universitätsbibliothek der Technischen Universität München
- Universitätsbibliothek der LMU München
  - Philologicum (Universitätsbibliothek LMU München)
- Von-Parish-Kostümbibliothek

Neuburg an der Donau
- Staatliche Bibliothek Neuburg an der Donau

Nürnberg
- Bibliothek der Technischen Hochschule Nürnberg Georg Simon Ohm
- Bibliothek des Germanischen Nationalmuseums
  - Bibliothek der Paul Wolfgang Merkelschen Familienstiftung
- Stadtbibliothek Nürnberg
- Universitätsbibliothek Erlangen-Nürnberg

Passau
- Staatliche Bibliothek Passau
- Universitätsbibliothek Passau

Regensburg
- Staatliche Bibliothek Regensburg
- Universitätsbibliothek Regensburg

Siehe auch:  Regensburger Bibliotheksverbund
Schweinfurt
- Bibliothek Otto Schäfer

Weißenburg
- Stadtbibliothek Weißenburg

Würzburg
- Bibliothek der Hochschule Würzburg-Schweinfurt
- Stadtbücherei Würzburg
- Universitätsbibliothek Würzburg

## Fachbibliotheken
- Agrarhistorische Bibliothek Herrsching
- Bibliothek des Bayerischen Landtags
- Bibliothek des Deutschen Museums
- Erich Kästner Bibliothek
- Stiftsbibliothek Waldsassen
- Internationale Jugendbibliothek
- Tolstoi-Bibliothek
- Von-Parish-Kostümbibliothek